# Бангладеш на Светском првенству у атлетици на отвореном 2009.
Бангладеш је на Светском првенству у атлетици на отвореном 2009. одржаном у Берлину од 15-23. августа, учествовао осми пут, односно није учествовао 1983, 1987, 1999. и 2001. године. Репрезентацију Бангладеша представљао један атлетичар, који се такмичио у трци на 100 м.
На овом првенству Бангладеш није освојио ниједну медаљу али је постигнут један лични рекорд сезоне.

## Резултати

### Мушкарци
| Атлетичар             | Дисциплина | Лични рекорд | Квалификације | Квалификације | Група                | Група                | Полуфинале           | Полуфинале           | Финале               | Финале       | Детаљи |
| Атлетичар             | Дисциплина | Лични рекорд | Резултат      | Место         | Резултат             | Место                | Резултат             | Место                | Резултат             | Место        | Детаљи |
| --------------------- | ---------- | ------------ | ------------- | ------------- | -------------------- | -------------------- | -------------------- | -------------------- | -------------------- | ------------ | ------ |
| Mohamed Masudul Karim | 100 м      | 21,34        | 11,32 ЛРС     | 7. у гр 6     | Није се квалификовао | Није се квалификовао | Није се квалификовао | Није се квалификовао | Није се квалификовао | 78 / 90 (92) |        |